# Ливарська вулиця (Київ)
Лива́рська ву́лиця — вулиця в Оболонському районі міста Києва, місцевість Куренівка. Пролягає від вулиці Семена Скляренка до тупика.
Прилучається Куренівський провулок.

## Історія
Вулиця виникла наприкінці XIX століття, разом з Куренівським провулком була складовою Лугового провулку. У 1955 році виокремлена у окрему вулицю під сучасною назвою.
Уранці 12 лютого 2025 року забудова вулиці та Куренівського провулку в місці їх перетину постраждала внаслідок ракетного обстрілу з боку РФ.